# Верхня Чорнорічка
Верхня Чорнорі́чка (рос. Верхняя Чёрноречка) — хутір у складі Сарактаського району Оренбурзької області, Росія.

## Населення
Населення — 65 осіб (2010; 87 у 2002).
Національний склад (станом на 2002 рік):
- росіяни — 94 %